# 楊溥內閣
楊溥內閣成立於正統九年三月十四日（1444年4月2日），結束於正統十一年七月十四日（1446年8月6日）。是明英宗統治下的第二個內閣，由時任吏部左侍郎楊溥組閣。
楊溥內閣任內，閣員多為後進之人，楊溥年老勢孤，宦官王振遂专擅国政。
正統十一年七月十四日，楊溥在任內逝世；同日由次輔曹鼐繼任內閣首輔。

## 內閣成員
| 職位   | 姓名 | 備注                                             |
| ------ | ---- | ------------------------------------------------ |
| 首輔   | 楊溥 | 楊士奇內閣續任                                   |
| 次輔   | 馬愉 | 楊士奇內閣續任，正統十年兼任禮部右侍郎           |
| 次輔   | 曹鼐 | 楊士奇內閣續任，正統十年（1445年）兼任吏部左侍郎 |
| 大學士 | 陳循 | 正統九年（1444年）四月入閣                       |
| 大學士 | 苗衷 | 正統十年入閣                                     |
| 大學士 | 高穀 | 正統十年入閣                                     |